# Seleção Hondurenha de Futebol Sub-20
A Seleção Hondurenha de Futebol Sub-20, também conhecida por Honduras Sub-20, é a seleção hondurenha de futebol formada por jogadores com idade inferior a 20 anos.